# David Lindley (Badminton)
David Lindley (* 23. April 1979) ist ein englischer Badmintonspieler. 

## Karriere
David Lindley gewann 2000 zwei Titel bei den Iceland International. Bei den French Open 2001 wurde er Zweiter im Herrendoppel ebenso wie bei den englischen Meisterschaften 2006, 2007 und 2008. Er nahm  an den Badminton-Weltmeisterschaften 2001, 2005 und 2007 teil.

## Sportliche Erfolge
| Saison | Veranstaltung                             | Disziplin    | Platz | Name                              |
| ------ | ----------------------------------------- | ------------ | ----- | --------------------------------- |
| 1997   | Junioren-Europameisterschaft              | Mixed        | 3     | David Lindley / Donna Kellogg     |
| 1997   | England: Einzelmeisterschaft der Junioren | Herrendoppel | 1     | David Lindley / Michael Scholes   |
| 1998   | England: Einzelmeisterschaft der Junioren | Herrendoppel | 1     | David Lindley / Michael Scholes   |
| 2000   | Iceland International                     | Herrendoppel | 1     | Peter Jeffrey / David Lindley     |
| 2000   | Iceland International                     | Mixed        | 1     | David Lindley / Emma Chaffin      |
| 2001   | Weltmeisterschaft                         | Mixed        | 17    | David Lindley / Emma Constable    |
| 2001   | Weltmeisterschaft                         | Herrendoppel | 17    | Peter Jeffrey / David Lindley     |
| 2001   | French Open                               | Herrendoppel | 2     | Peter Jeffrey / David Lindley     |
| 2006   | Englische Meisterschaft                   | Herrendoppel | 2     | Simon Archer / David Lindley      |
| 2007   | Englische Meisterschaft                   | Herrendoppel | 2     | Chris Langridge / David Lindley   |
| 2007   | Scottish Open                             | Herrendoppel | 1     | Robert Blair / David Lindley      |
| 2007   | Bitburger Open                            | Herrendoppel | 2     | Robert Blair / David Lindley      |
| 2008   | Englische Meisterschaft                   | Herrendoppel | 2     | Richard Eidestedt / David Lindley |